# Rama (oblast)
Rama je srednjovekovna oblast oko reke Rame i naziv stare Bosne kod mađarskih kraljeva. Naseljena je od preistorijskog doba.
U rimsko doba preko Rame je vodio put iz Salone u Srebrenicu. U mestu Varvara nalazio se važan grad Stara Bistue (Bistue vetus). Kasnije je tu sagrađena crkva posvečena Svetoj Varvari, po kojoj je mesto dobilo ime.
Rama se spominje kao slovenska župa u hronici popa Dukljanina. 1137, za vreme Bele II., došla je pod mađarsku vlast, i od tada su mađarski kraljevi u svojoj tituli nosili i naziv "kralj Rame", dok su Bosnu smatrali banovinom (prvi poznati ban Borić).. U bosanskim kraljevskim titulama se ova oblast ne spominje, a nema joj traga ni u obimnim Dubrovačkim izvorima ranog srednjeg veka. Glavni grad Rame je bio Prozor, u njemu je 1366 jedno vreme boravio ban Tvrtko.
U Rami je do pred kraj 17. veka postojao franjevački manastir Svetog Petra. Zbog rata i turskih progona najveći deo fratara, pod vođstvom Stojana Jankovića, preselio se u Dalmaciju oko Sinja. Od 18. veka ramska župa dospela je pod Fojnicki manastir.
U stranim heraldičkim zbornicima navodi se grb Rame, ruka naoružana mačem. U grbovnicima Ulriha Rihentala i Konrada Grinenberga ovaj grb navodi se kao grb kraljevine Hrvatske. Domaći tj. Ilirski grbovnici ovaj grb navode kao grb Primorja. Pod mađarskim uticajem ovaj grb ististnuo je u drugoj polovini 15. veka Bosanski grb sa krinovom krunom. Za vreme naslednika Ferdinanda I. i Ivana Zapolje prešao je u službenu upotrebu Ugarske i habzburških vladara. Na osnovu ovog grba sastavljen je i grb, koji je Austro-Ugarska dala Bosni i Hercegovini.